# Michel Aupetit
Michel Christian Alain Aupetit (Versailles, 23 marzo 1951) è un arcivescovo cattolico francese, dal 2 dicembre 2021 arcivescovo emerito di Parigi.

## Biografia
Monsignor Michel Aupetit è nato a Versailles il 23 marzo 1951. Suo padre era ferroviere. Sua madre era l'unica cristiana praticante della famiglia. È cresciuto a Chaville e Viroflay, nell'ovest dell'Île-de-France.

### Formazione e ministero sacerdotale
Dopo gli studi secondari si è iscritto alla Facoltà di medicina di Créteil e si è laureato nel 1978. In un'intervista ha spiegato di essere diventato medico perché gli faceva male vedere soffrire la gente. Per dodici anni è stato medico di base a Colombes. Si è specializzato in bioetica medica e ha insegnato tale materia all'Ospedale Henri Mondor di Créteil.
Nel 1990 è entrato in seminario e al termine degli studi ha conseguito il baccalaureato in teologia.
Il 2 ottobre 1994 è stato ordinato diacono nella chiesa di Saint-Philippe-du-Roule a Parigi dal vescovo André Vingt-Trois, allora ausiliare dell'arcidiocesi di Parigi. Il 24 giugno dell'anno successivo è stato ordinato presbitero per l'arcidiocesi di Parigi nella cattedrale di Notre-Dame dal cardinale Jean-Marie Lustiger. In seguito è stato vicario parrocchiale della parrocchia dei Santi Luigi e Paolo e cappellano dei licei del quartiere del Marais: François Couperin, Charlemagne et Saint-Germain, Victor Hugo dal 1995 al 2001; parroco della parrocchia di Nostra Signora dell'Arca dell'Alleanza dal 2001 al 2006; decano del decanato Pasteur-Vaugirard dal 2004 al 2006; vicario generale e membro del consiglio presbiterale dal 2006 al 2013.

### Ministero episcopale
Il 2 febbraio 2013 papa Benedetto XVI lo ha nominato vescovo ausiliare di Parigi e titolare di Massita. Ha ricevuto l'ordinazione episcopale il 19 aprile successivo nella cattedrale di Notre-Dame dal cardinale André Vingt-Trois, arcivescovo metropolita di Parigi, co-consacranti il vescovo di Versailles Éric  Aumonier e quello di Meaux Jean-Yves Nahmias.
Il 4 aprile 2014 papa Francesco lo ha nominato vescovo di Nanterre. Ha preso possesso della diocesi il 4 maggio successivo.
Il 7 dicembre 2017 papa Francesco lo ha nominato arcivescovo metropolita di Parigi e primate di Francia. È succeduto al cardinale Vingt-Trois, dimessosi per raggiunti limiti di età. Ha preso possesso dell'arcidiocesi il 6 gennaio successivo. Due giorni dopo lo stesso pontefice lo ha nominato anche ordinario per i fedeli di rito orientale in Francia.
In seno alla Conferenza episcopale di Francia è presidente del consiglio "famiglia e società" e membro del gruppo di lavoro "bioetica".
È membro della Congregazione per i vescovi dal 22 dicembre 2018 e della Congregazione per le Chiese orientali dal 6 agosto 2019.
Il 25 novembre 2021, pur rifiutando le accuse mosse dal settimanale Le Point riguardo a una presunta relazione sentimentale con una donna nel 2012, ha rimesso il suo mandato di arcivescovo di Parigi a papa Francesco. Il 2 dicembre seguente il papa ha accolto la rinuncia e, in attesa della nomina di un successore, ha nominato amministratore apostolico Georges Pontier, arcivescovo emerito di Marsiglia. Nel settembre 2023 la Procura di Parigi scagiona completamente Aupetit dalle accuse a suo carico, dichiarando che il fatto non sussiste.

## Opere
- Contraception: la réponse de l'Église, edizioni Pierre Téqui, 1999 ISBN 978-2-74030-681-9
- Découvrir l'Eucharistie, in collaborazione con Christian Clavé, edizioni Salvator, 2005 ISBN 978-2-70670-387-4
- L'embryon, quels enjeux: réflexions sur l'embryon, sa place, sa qualité et son avenir pour un vrai débat avant la révision de la loi de bioéthique en 2009, edizioni Salvator, 2008 ISBN 978-2-70670-527-4
- La mort, et après ?: un prêtre médecin témoigne et répond aux interrogations, edizioni Salvator, 2009 ISBN 978-2-70670-530-4
- Qu'est-ce que l'homme ?, pubblicato negli annales dell'Accademia dell'educazione e degli studi sociali, edizioni François-Xavier de Guibert, 2010 ISBN 978-2-7554-0399-2
- L'homme, le sexe et Dieu: pour une sexualité plus humaine, edizioni Salvator, 2011 ISBN 978-2-70670-878-7
- Croire, une chance pour tous, conferenze di Quaresima a Notre-Dame de Paris, edizioni Parole et silence, 2013 ISBN 978-2-88918-153-7
- La mort, un temps à vivre, pubblicato negli annales del 2015 dell'Accademia dell'educazione e degli studi sociali, edizioni François-Xavier de Guibert, 2013-2014 ISBN 978-2-75540-580-4
- Construisons-nous une société humaine ou inhumaine ?, edizioni du Moulin, 2016 ISBN 979-1-09004-304-6

## Genealogia episcopale e successione apostolica
La genealogia episcopale è:
- Cardinale Scipione Rebiba
- Cardinale Giulio Antonio Santori
- Cardinale Girolamo Bernerio, O.P.
- Arcivescovo Galeazzo Sanvitale
- Cardinale Ludovico Ludovisi
- Cardinale Luigi Caetani
- Cardinale Ulderico Carpegna
- Cardinale Paluzzo Paluzzi Altieri degli Albertoni
- Papa Benedetto XIII
- Papa Benedetto XIV
- Papa Clemente XIII
- Cardinale Marcantonio Colonna
- Cardinale Giacinto Sigismondo Gerdil, B.
- Cardinale Giulio Maria della Somaglia
- Cardinale Carlo Odescalchi, S.I.
- Vescovo Eugène de Mazenod, O.M.I.
- Cardinale Joseph Hippolyte Guibert, O.M.I.
- Cardinale François-Marie-Benjamin Richard
- Vescovo Marie-Prosper-Adolphe de Bonfils
- Cardinale Louis-Ernest Dubois
- Cardinale Georges-François-Xavier-Marie Grente
- Arcivescovo Marcel-Marie-Henri-Paul Dubois
- Cardinale François Marty
- Cardinale Jean-Marie Lustiger
- Cardinale André Vingt-Trois
- Arcivescovo Michel Aupetit

La successione apostolica è:
- Vescovo Matthieu Rougé (2018)
- Vescovo Philippe André Yves Marsset (2019)
- Vescovo Guillaume Leschallier de Lisle (2021)